# 大沼弘幸
大沼 弘幸（おおぬま ひろゆき、1955年6月28日 - ）は日本の作家・脚本家・演出家。他、編集者、プランナーなど、幅広く手がけるマルチクリエイター。
宮城県仙台市出身。

## 人物
出版だけでなく声優業界と深い付き合いがあり、特に声優の山口勝平・岡本麻弥とは長年に渡りラジオ番組を手がけた経緯から現在も懇意な交流を持っている。
明治大学文学部在学中の1978年ごろから、子供向け雑誌の編集の仕事に携わり、1981年からは『月刊アニメディア』（学研刊）等のアニメ誌や、『週刊少年サンデー』（小学館刊）のアニメ紹介記事、『うる星やつら』『タッチ』等のムックの編集を担当する。
1985年ごろからはアニメ誌を離れ、『月刊ビデオサロン』（玄光社刊）等のビデオ誌を中心に、アニメ・特撮をはじめ、SF、ホラー、アクション映画等の記事も書くようになる。2002年から、アミューズメントメディア総合学院の講師を担当。　

## 編集
- 『アニメビデオコレクターズマニュアル』（責任編集）（玄光社刊、1986年）
- 『アニメビデオカタログ'88』（責任編集）（1987年）
- 『アニメビデオカタログ'89』（責任編集）（1989年）
- 『アニメビデオカタログ'90』（責任編集）（1990年）
- 『全怪獣怪人』上下巻（構成）（勁文社刊）（1990年）
- 『声優グランプリ』（アドバイザー、ライター）（オプトコミュニケーションズ刊、1994年）
- 『アニラジグランプリ』（アドバイザー、ライター、連載『フリーダム探偵局』）（オプトコミュニケーションズ刊、1995年）
- 『アニラジグランプリ』（連載『英-ファイル』）（オプトコミュニケーションズ刊、1997年）
- 『月刊電撃B-Magazine』（ライター（『音のサムライたち』『リーディング・カンパニー』等））（メディアワークス刊、1998年）
- 『月刊電撃アニメーションマガジン』（連載『大沼弘幸のアニメクロニクル』）（メディアワークス刊、1999年）
- 『月刊AX』（連載『演声人語』）（ソニー・マガジンズ刊、1999年）
- 『演声人語』（構成）（ソニー・マガジンズ刊、2000年）
- 『SF Japan』（連載『Sound Professional』）（徳間書店刊、2008年）

## 小説
- 『平安京英雄譚（サーガ）』シリーズ 全3巻〔わたなべぢゅんいちと共著〕（勁文社刊、1991～）
- 『サイレントメビウス外伝 幕末闇婦始末記』シリーズ 全4巻〔原作・麻宮騎亜〕（角川書店刊。1993～）
- 『大江戸乱学事始』シリーズ 全2巻〔わたなべぢゅんいちと共著〕（メディアワークス刊、1993～）
- 『フリーダム探偵局』（オプトコミュニケーションズ刊、1996）
- 『英ファイル 妖精殺人事件』（メディアワークス刊、1998）
- 『BRAVE FENCER ムサシ伝』シリーズ 全2巻（アスキー刊、1998）
- 『フリーダム探偵局』（ソニー・マガジンズ刊、1999）
- 『桃太郎電鉄 怪獣編 キングボンビーの逆襲』〔原作・さくまあきら〕（メディアワークス刊、1999）
- 『ハード・リベンジ、ミリー  復讐の序曲』〔原作・辻本貴則〕（ぶんか社刊、2009）

## マンガ
- 『マクドナルド探偵団』シリーズ 全3巻（原作）（作画：古沢純也、監修：日本マクドナルド（株）、アスキー刊、1998～）
- 『XENON-199X・R-』（月刊COMICリュウ2010年3月号掲載話より構成協力として途中参加）（作：神崎将臣、徳間書店刊）

## 映像
- オリジナルアニメビデオ『ARIEL part1･2』 〔企画協力〕（ポニーキャニオン発売、1989）
- オリジナルアニメビデオ『ARIEL part3･4』〔企画協力〕（ポニーキャニオン発売、1991）
- オリジナルアニメビデオ『炎の転校生 第1話･第2話』〔企画〕（ポニーキャニオン発売、1991）
- オリジナルアニメビデオ『JOKER マージナル・シティ』〔脚本〕（サイクロン発売、1992）
- 『スーパーヒロイン図鑑 戦隊シリーズ篇』『スーパーヒロイン図鑑 メタルヒーロー篇』『スーパーヒロイン図鑑 アイドル篇』『スーパーヒロイン図鑑 ライバル篇』〔構成〕（東映ビデオ発売、1992~93）
- 『スーパーヒロイン図鑑2 戦隊シリーズ編』『スーパーヒロイン図鑑2 メタル＆アイドル編』〔構成〕（東映ビデオ発売、1997）
- DVD版『スーパーヒロイン図鑑1 戦隊シリーズ篇・ライバル篇』〔構成〕（東映ビデオ発売、2001）
- DVD版『スーパーヒロイン図鑑2 メタルヒーロー篇・アイドル篇』〔構成〕（東映ビデオ発売、2001）
- DVDボックス『探偵物語』〔映像特典構成〕（東映ビデオ発売　2001）
- DVD版『スーパーヒロイン図鑑3 戦隊シリーズ篇2・メタル＆アイドル篇』〔構成〕（東映ビデオ発売、2002）
- DVD版『スーパーヒロイン図鑑4 戦隊シリーズ篇3・ロボット篇・ライダー篇』〔構成〕（東映ビデオ発売、2002）

## CD
- 『ジョーカー ファースト・コンタクト』〔脚本〕（メルダック発売　1991）
- 『PATHWAY FOR SANTA CLAUS』〔脚本〕（メルダック発売　1991）
- 『ジョーカー パープル・ムーン』〔脚本〕（サイクロン発売　1992）
- 『SILENT LOVERS』〔脚本〕（シックスティ・ミュージックネットワーク発売　1994）
- 『聖獣伝承 DARK ANGEL』シリーズ 全5巻〔脚本〕（ビクターエンタテインメント発売　1995）
- 『声優グランプリCD』シリーズ 全3巻〔トータル・クリエイティブ・ディレクター、脚本、演出〕（エアーズ発売　1996～）
- 『紅屋25時』シリーズ 全4巻〔その中の3話分の脚本を担当〕（エアーズ発売　1997）
- 『TENMUSファーストアルバム　仲間達と十二の季節（シーズン）』〔作詞、構成〕（ポリグラム発売　1997）
- 『源内妖変図譜 雷電霹靂の夜』〔原作、脚本〕（ウォーターオリオン発売　2005）
- 『源内妖変図譜 深川七不思議の怪』〔原作、脚本〕（ウォーターオリオン発売　2006）
- 『孤独のグルメ』〔演出〕（キャラアニ発売　2009）

## ラジオ
- 『アニメキングダム』、『アニキンFREEDOM』（構成、『キング大沼』の名で出演）（東海ラジオ、1992～1998年）
- 『フリーダム探偵局』（構成、出演）（AM KOBE、1998～2000年）
  - ラジオドラマ『マクドナルド探偵団』（脚本）
- 『山口少年探偵局』（構成、出演）（アスキー・enban.net内のインターネットラジオ、2001～2002年）
- 2002年、アスキー・enban.net内の“声優チャンネル”のスーパーバイザーを担当。
- 『大地ラヂオ』（構成）（ラジオ大阪、2002年）
- 『がんばれ!山口少年探偵団』（構成、出演）（harashow内のインターネットラジオ、2002～2005年）
- 『狐娘楽園（パラダイス）』（構成）（harashow内のインターネットラジオ、2004年～）
  - ラジオドラマ『バスターポリス 百花繚乱!』（脚本）
- 『談話室オヤカタ』（出演）（harashow内のインターネットラジオ、2005年～）
- 『えどっ娘　天下大変!』（座長（総監督））（キャラアニのインターネットラジオ、2009年～）
- インターネットラジオ『ラジオ劇場HXLアワー』（総監督）（2010年～）

## 関連人物
- 池田憲章 - 大学時代に石ノ森ファンクラブで知り合った。大沼と並ぶアニメライターの草分け。Webラジオ「談話室オヤカタ」にて大沼とトークを行った。
- 堀越徹 - 大学時代に石ノ森ファンクラブで知り合った。その後、日本テレビの特撮・アニメ番組のプロデューサーとなった。